# Laura Asencio
Laura Asencio (Valence, 14 maggio 1998) è una ciclista su strada francese che corre per il team Arkéa-B&B Hotels Women. È attiva in formazioni UCI dal 2019.

## Palmarès
- 2020 (Ceratizit-WNT Pro Cycling, una vittoria)

Campionati francesi, Prova in linea Under-23

## Piazzamenti

### Grandi Giri
- Giro d'Italia

2024: 31ª
- Tour de France

2022: 57ª

### Competizioni continentali
- Campionati europei

Brno 2018 - In linea Under-23: 5ª
Plouay 2020 - In linea Under-23: 39ª